# Antonio Baroni
Antonio Baroni (San Pellegrino Terme, 31 luglio 1833 – San Pellegrino Terme, 22 aprile 1912) è stato un alpinista italiano.
Nato e vissuto a Sussia, piccolo borgo montano nel comune di San Pellegrino Terme in provincia di Bergamo.

## Biografia
Figlio di agricoltori, del quale aveva ereditato il modo di vivere da montanaro, contadino, boscaiolo e cacciatore; caccia che spesso praticava per la sua sopravvivenza, con l'utilizzo delle risorse della sua terra, al quale era legato da un grande affetto.
Forse fu proprio per la pratica della caccia, che Antonio Baroni, iniziò l'esplorazione delle cime montane.

## Guida alpina
Fu fra i primi grandi esploratori delle Prealpi Orobiche, delle Alpi Centrali e di altri massicci alpini, fu maestro di tante altre guide alpine del suo tempo.
Le sue esplorazioni si sono spinte anche in val Masino, in val Grosina, e con il conte Francesco Lurani Cernuschi, amico da sempre, il 28 luglio del 1878 salirono il monte Disgrazia lungo un itinerario in grande parte nuovo che prenderà il nome di via Baroni.

Fu questa salita che lo elesse fra le migliori guide con doti alpinistiche e un eccezionale istinto per la scelta della via più logica. Come scrisse lo stesso Francesco Lurani Cernuschi: 

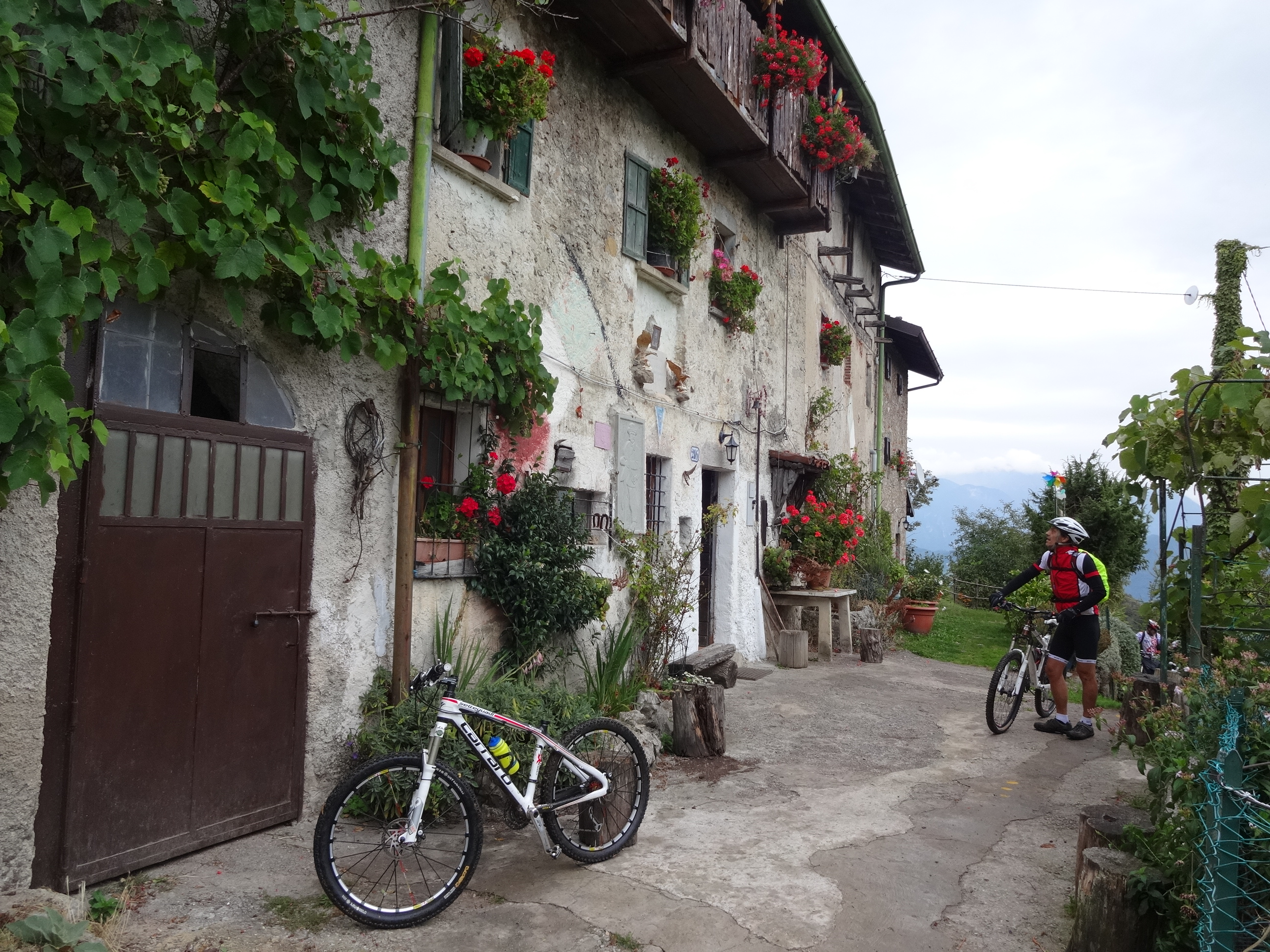
Casa Natale di Antonio Baroni

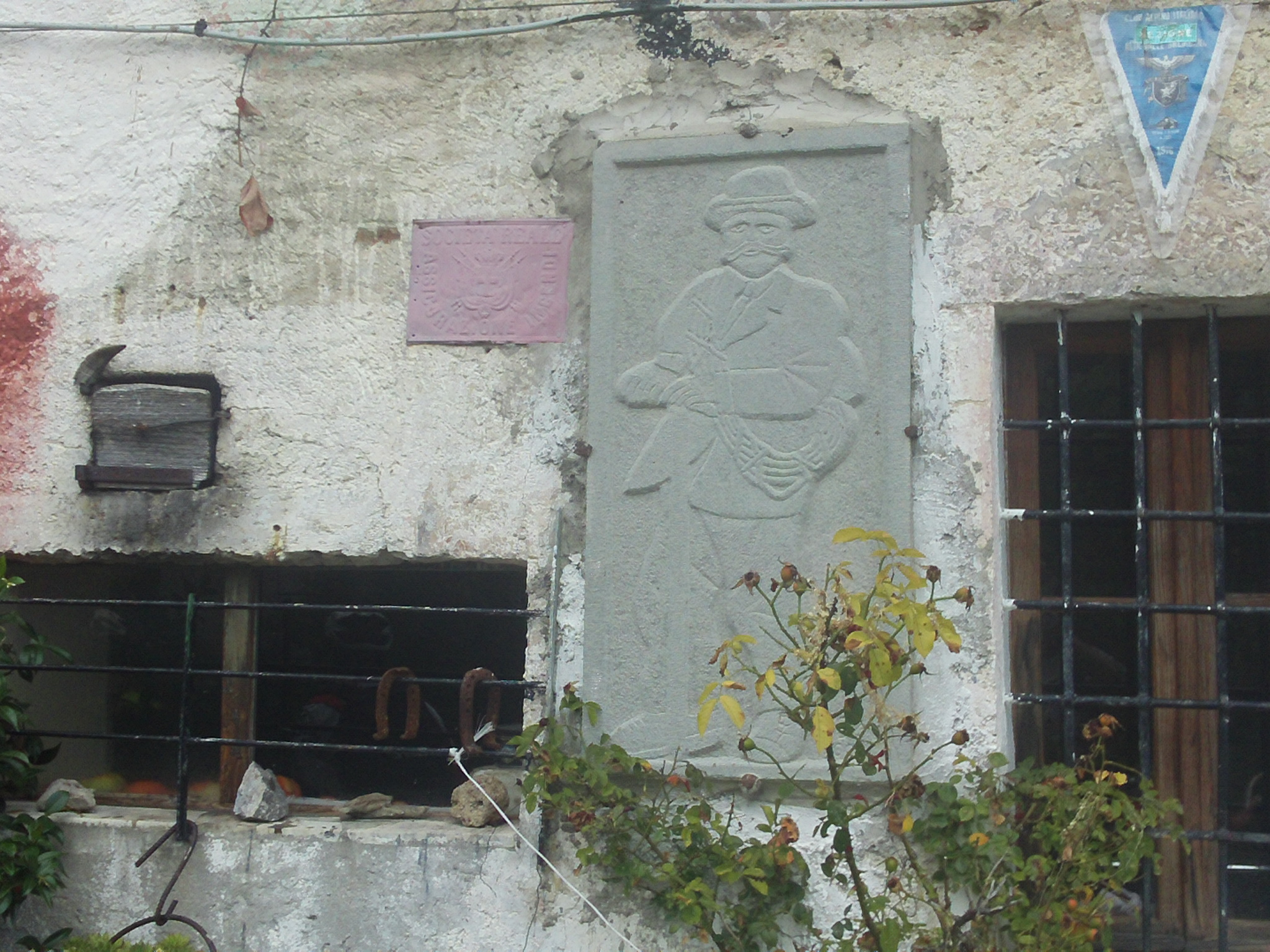
La scultura che ritrae Antonio Baroni, sul muro della sua abitazione

Fra le prime arrampicate in terra bergamasca, si ricordano, quella del 16 aprile 1875, in compagnia di Emilio Torri, di Calvenzano, altro bergamasco pioniere dell'alpinismo orobico, raggiungono la vetta del monte Alben, e quella del 1º giugno dello stesso anno, sempre con Emilio Torri, salgono la cima dell'Arera.
Il 24 settembre 1875, sempre con Torri, salgono le due punte della Presolana Orientale, proprio nel momento che la sua fama di alpinista esperto, coraggioso ma allo stesso tempo prudente, si stava diffondendo.
Fu il primo a salire sul pizzo Coca, sul pizzo Scais, sul pizzo Recastello e su molte altre vette delle Alpi Centrali - specialmente quelle della Val Masino -  ma rimangono memorabili anche le sue ascensioni sul Monte Rosa, sull'Adamello, sull'Ortles e nel Brenta. Guida coraggiosa e intelligente, se un ostacolo o un passaggio in parete lo mettevano in difficoltà e gli scarponi chiodati non gli davano sicurezza, li toglieva e continuava la salita a piedi nudi, regalandogli l'appellativo di "La grande guida a piedi nudi".

## Alpinista, esploratore e raccoglitore
Durante le sue esplorazioni, amava raccogliere minerali che con occhio esperto individuava lungo le pareti montane. Nel 1902 consegnò all'allora prof. Enrico Caffi, grande studioso della natura e della geologia orobica, fondatore del Museo di scienze naturali di Bergamo, un piccolo pesce fossile di 5 cm, che ancora oggi è conservato presso lo stesso Museo.
Il pesce fossile un folidoforo, dal nome dedicato al professor Caffi, Pholidophorus caffi, è tuttora l'unico esemplare conosciuto al mondo della sua specie.

## Riconoscimenti
- In val Masino una bocchetta e una punta prendono il suo nome.[2]
- Alcune vie classiche su Disgrazia, Badile, Scais e Diavolo di Tenda, portano il suo nome.[3]
- Nel 1968 gli è stato intitolato in alta val Seriana il Rifugio Baroni al Brunone, importante punto di appoggio per la salita al pizzo Redorta e il sentiero delle Orobie.

- Nel 2012 per il centenario della morte, il comune di San Pellegrino Terme patrocinia il cortometraggio realizzato da Michelangelo Oprandi "Antonio Baroni - Centenario della Morte 1912-2012"[4], un ipotetico frammento della sua vita. mentre accompagna una Contessa al Pizzo del Diavolo.